# Pieter Barbiers (I)
Pieter Barbiers (gedoopt Amsterdam, 23 april 1717 – aldaar, 7 september 1780) was een Nederlandse schilder, graveur en tekenaar. 

## Leven en werk
Barbiers, lid van de schildersfamilie Barbiers, werd gedoopt in de rooms-katholieke kerk 't Boompje in Amsterdam als zoon van kunstschilder Anthoine Barbiers (1676-1726) en Geertruij Natrop. Hij trouwde met Pieternella de Maagd (1716-1779). Uit dit huwelijk werden dertien kinderen geboren, onder wie Bartholomeus Barbiers (1743-1808) en Pieter Barbiers (1749-1842).
Barbiers leerde de beginselen in schilderen van zijn vader en was verder autodidact. Hij fabriceerde aanvankelijk waaiers. Later legde hij zich toe op behangschilderen en schilderde hij toneeldecors voor de Stadsschouwburg Amsterdam. Hij trad daarnaast op met een 'Theatrum Artificiosum', een mechanisch miniatuurtoneel. Hij gaf les aan onder anderen zijn zoons Bartholomeus en Pieter, Jan Hulswit en Jan Kamphuijsen.